# 愛の言霊 〜Spiritual Message〜
「愛の言霊 〜Spiritual Message〜」（あいのことだま スピリチュアル・メッセージ）は、サザンオールスターズの楽曲。自身の37作目のシングルとして、タイシタレーベルから8cmCD・カセットテープ・7インチレコードで1996年5月20日に発売された。
2005年6月25日には12cmCDで再発売されている。2014年12月17日からはダウンロード配信、2019年12月20日からはストリーミング配信が開始されている。

## 背景・チャート成績
前作の「あなただけを 〜Summer Heartbreak〜」から約10か月ぶりとなるシングル。
オリコン週間ランキングでは前作から引き続き1位を獲得し、通算6作目の首位獲得となった。オリコン集計による累計売上枚数は139.5万枚を記録し、前作から2作連続・通算4作目のミリオンセラーを達成した。ビクターエンタテインメントによる出荷枚数は累計155万枚を記録した。

## 収録曲
- 収録時間：10:16

1. 愛の言霊 〜Spiritual Message〜 (5:39)
（作詞・作曲：桑田佳祐　編曲：サザンオールスターズ　SAX SOLI編曲：山本拓夫）
日本テレビ系土曜グランド劇場『透明人間』主題歌。KDDI・沖縄セルラー電話『au LISMO』キャンペーンソング[注釈 2]。
タイトルにある「言霊」とは、言葉にあると信じられた呪力を意味するもので、本楽曲のヒットによって世間に広められたきっかけの一つと評されている[10]。
歌詞には、英語・日本語を使った言葉遊びが多用されており、間奏時にはインドネシア語も用いられている。この部分の声は桑田ではなく、梅田英春によるものである。歌詞について桑田は「梅雨の時期に、無風で波のない由比ヶ浜の沖から、陸地を眺めているという光景に痺れた。そこで材木座のお寺の鐘がなってね」と述べており、制作当時サーフィンに凝り始めた時期に遭遇した風景に影響されたという[11][12]。原由子はラスサビの〈過去に多くの人が  愚かな者が  幾千億年前の星の光見て／戦をしたり  罪犯したなら  ぼくもまたそれを繰り返すのか〉というラップ部分について「悲しい歴史を背負った鎌倉の街並みを眺めながら歌詞に込められた思いを感じて欲しい」と語っている[13][14]。
アレンジについて桑田は「アジアやニューヨーク、ヨーロッパの情報なども意識しつつアレンジした」と語っている。小貫信昭は「でも興味深い事に、逆にそれが日本人ならではの侘や寂の感覚を浮かび上がらせたのだ」と評している[15]。
木村カエラは小学生のころにお小遣いを貯めてCDを購入した思い出の曲として本楽曲を挙げている[16]。
2. 恋のジャック・ナイフ (4:37)
（作詞・作曲：桑田佳祐　編曲:サザンオールスターズ）
麒麟麦酒「キリン・ラガー」CMソング。
アルバム『Young Love』では冒頭のラップ部分の音声が低い声になっている。アルバム『海のYeah!!』もこのバージョンが収録されたため、シングルバージョンは本シングル盤のみの収録となっている。

## 参加ミュージシャン
- 桑田佳祐:Vocal, Guitar(#1,2)
- 大森隆志:Guitar(#1,2)
- 原由子:Keyboards(#1,2)、Chorus(#1)
- 関口和之:Bass(#1,2)
- 松田弘:Drums(#1,2)
- 野沢秀行:Percussion(#1,2)

- 愛の言霊 〜Spiritual Message〜
  - 小倉博和:Gut Guitar
  - 山本拓夫:Tenor & Baritone Sax
  - 梅田英春:Indonesian Rap
  - 角谷仁宣:Computer Operation
  - 小林克也:SPECIAL THANKS
- 恋のジャック・ナイフ
  - 角谷仁宣:Computer Operation
  - 川崎悦子:SPECIAL THANKS

## 収録アルバム
| 曲名                           | 作品名                          | 備考                     |
| ------------------------------ | ------------------------------- | ------------------------ |
| 愛の言霊 〜Spiritual Message〜 | Young Love                      |                          |
| 愛の言霊 〜Spiritual Message〜 | 海のYeah!!                      |                          |
| 愛の言霊 〜Spiritual Message〜 | バラッド3 〜the album of LOVE〜 |                          |
| 恋のジャック・ナイフ           | Young Love                      | アルバムバージョンを収録 |
| 恋のジャック・ナイフ           | 海のYeah!!                      | アルバムバージョンを収録 |

## ミュージック・ビデオ収録作品
| 曲名                           | 作品名                                      | 備考                       |
| ------------------------------ | ------------------------------------------- | -------------------------- |
| 愛の言霊 〜Spiritual Message〜 | SPACE MOSA 〜SPACE MUSEUM OF SOUTHERN ART〜 | 一部のみ収録。現在は廃盤。 |
| 恋のジャック・ナイフ           | 未収録                                      |                            |

## ライブ映像作品
| 曲名                           | 作品名                                                                                                  | 備考 |
| ------------------------------ | --- | --- |
| 愛の言霊 〜Spiritual Message〜 | 平和の琉歌 〜Stadium Tour 1996 "ザ・ガールズ万座ビーチ" in 沖縄〜                                       | DVD版のエクストラメニュー「Stadium Tour 1996 "ザ・ガールズ万座ビーチ"」に一部のみ収録。                                                                                           |
| 愛の言霊 〜Spiritual Message〜 | 1998 スーパーライブ in 渚園                                                                             | |
| 愛の言霊 〜Spiritual Message〜 | SUMMER LIVE 2003「流石だスペシャルボックス」胸いっぱいの “LIVE in 沖縄” & 愛と情熱の “真夏ツアー完全版” | |
| 愛の言霊 〜Spiritual Message〜 | ベストヒットUSAS (Ultra Southern All Stars)                                                             | 2003年に放送された桑田のレギュラー番組であるフジテレビ系『桑田佳祐の音楽寅さん 〜MUSIC TIGER〜 サザンオールスターズスペシャル』で披露したもの。場所は神奈川県鎌倉市にある建長寺。 |
| 愛の言霊 〜Spiritual Message〜 | 真夏の大感謝祭 LIVE                                                                                     | |
| 愛の言霊 〜Spiritual Message〜 | 桑田佳祐の音楽寅さん 〜MUSIC TIGER〜 あいなめBOX                                                        | 桑田佳祐ソロ名義の作品。特典映像DISC「サザンオールスターズ SPECIAL LIVE IN 建長寺」に収録。内容は上述の建長寺での歌唱と同様のもの。                                               |
| 愛の言霊 〜Spiritual Message〜 | SUPER SUMMER LIVE 2013 「灼熱のマンピー!! G★スポット解禁!!」 胸熱完全版                                 | ラップ部分がオミットされた代わりに原曲には無い桑田によるギターソロパートが新規に作曲された。                                                                                      |
| 愛の言霊 〜Spiritual Message〜 | LIVE TOUR 2019 “キミは見てくれが悪いんだから、アホ丸出しでマイクを握ってろ!!” だと!? ふざけるな!!       | 完全生産限定盤のボーナスディスクに収録。『ROCK IN JAPAN FESTIVAL 2018』での歌唱シーン。                                                                                           |
| 愛の言霊 〜Spiritual Message〜 | THANK YOU SO MUCH                                                                                       | 完全生産限定盤のスペシャルディスクに収録。『ROCK IN JAPAN FESTIVAL 2024 in HITACHINAKA』での歌唱シーン。                                                                          |
| 恋のジャック・ナイフ           | 平和の琉歌 〜Stadium Tour 1996 "ザ・ガールズ万座ビーチ" in 沖縄〜                                       | DVD版のエクストラメニュー「Stadium Tour 1996 "ザ・ガールズ万座ビーチ"」に一部のみ収録。                                                                                           |

## カバー
愛の言霊 〜Spiritual Message〜
- 香取慎吾 - アルバム「Circus Funk」（2024年）に収録（feat. Night Tempo）。香取はオリジナル曲が主題歌となっていたテレビドラマ「透明人間」の主演者でもあった。